# Raków (gromada w powiecie piotrkowskim)
Raków – dawna gromada, czyli najmniejsza jednostka podziału terytorialnego Polskiej Rzeczypospolitej Ludowej w latach 1954–1972.
Gromady, z gromadzkimi radami narodowymi (GRN) jako organami władzy najniższego stopnia na wsi, funkcjonowały od reformy reorganizującej administrację wiejską przeprowadzonej jesienią 1954 do momentu ich zniesienia z dniem 1 stycznia 1973, tym samym wypierając organizację gminną w latach 1954–1972.
Gromadę Raków siedzibą GRN w Rakowie utworzono – jako jedną z 8759 gromad na obszarze Polski – w powiecie piotrkowskim w woj. łódzkim, na mocy uchwały nr 35/54 WRN w Łodzi z dnia 4 października 1954. W skład jednostki weszły obszary dotychczasowych gromad Meszcze, Raków wieś i Raków kolonia ze zniesionej gminy Poniatów oraz obszar dotychczasowej gromady Michałów ze zniesionej gminy Szydłów w tymże powiecie. Dla gromady ustalono 9 członków gromadzkiej rady narodowej.
Gromadę zniesiono 31 grudnia 1959, a jej obszar włączono do gromad Poniatów (wieś Raków Mały, wieś Raków Duży, kolonię i osadę leśną Raków, kolonię Raków-Wygwizdów oraz wieś, osadę nadleśną i gajówkę Meszcze) i Jarosty (wieś Michałów).